# Harvey Samuel Firestone
Harvey Samuel Firestone fue el fundador de la Firestone Tire and Rubber Company, uno de los primeros fabricantes mundiales de neumáticos de automóvil y uno de los contribuyentes más importantes del crecimiento económico de Estados Unidos en el siglo XX.

## Biografía

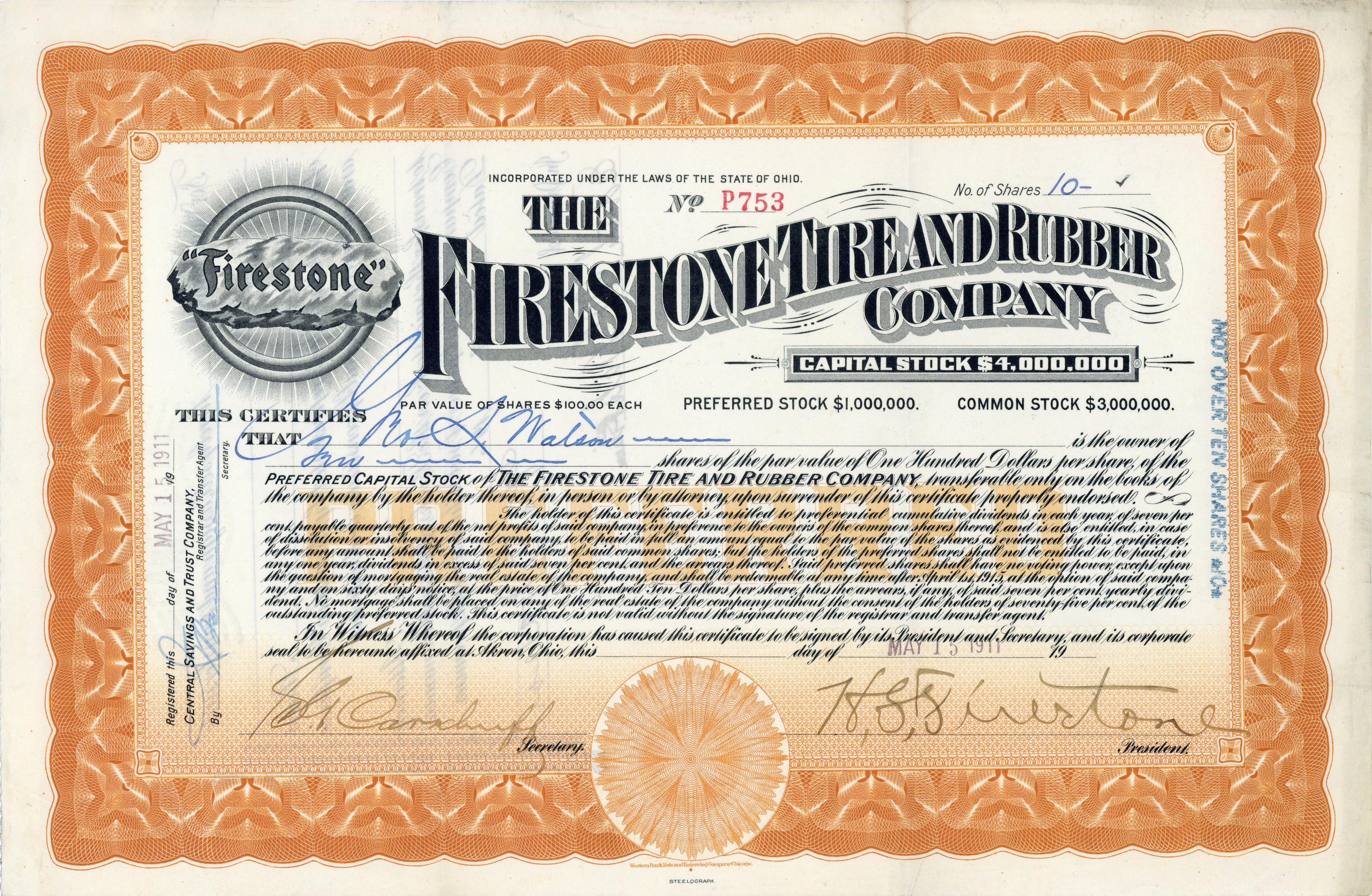
Acción preferente de la Firestone Tire and Rubber Company por 10 títulos de 100 dólares cada uno, emitida el 15 de mayo de 1911 en Akron, Ohio, firmada por Harvey S. Firestone como Presidente

Firestone nació en la granja familiar, situada en el pequeño pueblo de Columbiana. Era el segundo de los tres hijos de Benjamin Firestone, granjero, y de A. Catherine Flickinger. Tras graduarse en la escuela de enseñanza secundaria de Columbiana, Firestone trabajó para la Columbus Buggy Company en Columbus, Ohio, antes de empezar su propio negocio en 1890, haciendo neumáticos de goma para carruajes. En 1895 se casó con Isabelle Smith. Tuvieron cinco hijos: Harvey S. Firestone, Jr., Russell A. Firestone, Leonard Firestone, Raymond Firestone y Elizabeth Firestone. En 1904 Firestone se unió a Henry Ford con el propósito de fabricar neumáticos para los nuevos automóviles. La alianza Ford-Firestone se estrechó cuando el nieto de Henry, William Clay Ford, se casó con Martha Firestone, nieta de Harvey, que pasaron a ser los padres del presidente de la Ford Motor Company, William Clay Ford, Jr.. La granja en la que nació Firestone se encuentra en la actualidad en Greenfield Village (Dearborn, Minneapolis), una zona histórica de 90 acres fundada por Henry Ford.
Firestone estaba preocupado tanto por la fabricación de neumáticos como por asegurar la oferta de caucho. Llegó a tener una plantación de caucho en Liberia de más de 4 000 kilómetros cuadrados. Durante la Segunda Guerra Mundial el gobierno de los Estados Unidos le pidió a la compañía que fabricase casquetes para artillería, barricas de aluminio para transportar alimentos y otros productos. En 1938 Firestone falleció en su residencia de vacaciones de Miami Beach, Florida a los 69 años de edad.

## El club de los millonarios
Firestone, Ford y Thomas Edison estaban considerados en aquella época los tres líderes de la industria estadounidense, y a menudo trabajarían y se tomarían vacaciones juntos. Los tres formaron parte de un club muy exclusivo, el “Club de los millonarios”. Era un club elegante en el que los miembros podían reunirse y acordar la adquisición de un edificio o de otros bienes. Para sellar el trato bastaba un apretón de manos, pues se confiaba en la palabra del otro.

## Honores
La biblioteca principal de la Universidad de Princeton fue llamada Firestone Library en su honor. Es una de las mayores bibliotecas universitarias del mundo.
En 1973, Firestone fue incluido póstumamente en el Automotive Hall of Fame. El Firestone High School de Akron, Ohio fue también nombrado en su honor. También alberga un memorial dedicado a la memoria de Firestone.